# Праньди (река)
Пра́ньди, также Пра́нди (эст. Prandi jõgi) — река в Эстонии, левый приток реки Пярну. Река берёт начало в озере Праньди-Алликаярв в деревне Праньди и впадает в реку Пярну на территории деревни Вилита, рядом с посёлком Сяревере. Длина реки составляет 25 км, площадь водосбора — 285 км².
Река Праньди протекает через заповедники Праньди и Тюри.

## Описание
Река Праньди находится на территории Центрально-Эстонской равнины (эст. Kesk-Eesti lavamaa) и друмлинового поля Тюри (эст. Türi voorestik). Высота истока над уровнем моря составляет 62,1 метра, высота устья — 50,8 метра. Падение реки составляет 11,3 метра, а средний уклон — 0,45 м/км. Самый большой уклон у реки на отрезке от места впадения канала Ванавялья до деревни Нязувере — 1 м/км.
В верхнем течении река очень извилистая, в среднем и нижнем течёт преимущественно в одном направлении — на юго-запад. В верхнем течении берега реки низкие и болотистые, в среднем течении высокие, а в нижнем, возле устья, снова низкие. Река протекает через болото Нева-Праньди, деревню Сейнапалу, болото Рикассааре, деревню Рикассааре (здесь дно реки углубляется, а русло выпрямляется), деревню Нязувере, посёлок Тори, деревню Мяэкюла, протекает под железной дорогой Таллин — Вильянди, затем течёт через посёлок Сяревере, примерно через километр после которого впадает в реку Пярну.
По данным измерений, проведённых гидрологом Аугустом Лоопманном в 1979 году, ширина реки в среднем течении составляла 9—25 метров (в среднем 15), в нижнем течении — 15—50 метров. Глубина в среднем течении составляла 0,4—2,6 метра (в среднем 1,0), в нижнем течении — 0,6—3,8 метра (в среднем 1,4). Средний годовой расход воды в нижнем течении составлял 2,5—2,7 м³/с. В верхнем течении ширина реки 2—6 метров, а глубина — 0,3—1,5 метра.

## Сооружения и водохранилища
На территории поселка Сяревере на Праньди создано водохранилище Сяревере. В деревне Веськиару на реке находится водяная мельница.
В 1930 году в деревне Тори была построена гидрометрическая станция, которая функционирует по настоящее время.

## Биота и гидрохимия
Согласно проведенному в 2008 году исследованию внутренних водоемов Эстонии, в верхнем течении реки Праньди самая чистая вода в стране. В нижнем течении реки окружающие её земли в основном окультурены и вода загрязнена отходами ферм, животноводческих хозяйств и жилых домов. В 1996 году вода в нижнем течении считалась непригодной для купания.
В верховье реки дно скалистое и гравийное, вода прозрачная. В среднем и нижнем течении у воды появляется коричневый цвет. Количество растворенного кислорода в реке в течение лета высокое или очень высокое.
В 1996 году вблизи поселка Сяревере у реки было обнаружено 15 видов сосудистых растений, среди которых преобладали манник большой, берула прямая, камыш озёрный, кубышка жёлтая, рдест плавающий и хвостник обыкновенный. В реке произрастают также и различные водоросли.
На 1996 год фауна в реке была представлена обильно и разнообразно. Преобладали брюхоногие, личинки комаров-звонцов подёнок.
В Праньди нерестится морская форель. Популяция возникла 1939 году, когда в реку были запущены 5000 мальков. В начале XX века владелец мызы Праньди заселил в реку речную форель. С 1976 по 1995 год из реки было выловлено 2300 кг форели. Помимо форели в реке обитают обыкновенный гольян, усатый голец, налим, девятииглая колюшка, обыкновенный подкаменщик и европейская ручьевая минога.

## Археология
Рядом с рекой Праньди на территории деревни Рикассааре было найдено самое большое в Эстонии захоронение древнего оружия. Всего археологами было найдено 54 наконечника копий и 7 боевых ножей, которые были датированы VI веком нашей эры.